# نیکون دی۷۰۰
نیکون دی۷۰۰ (به انگلیسی: Nikon D700) یک دوربین عکاسی تک‌لنزی بازتابی ساخت شرکت نیکون است.